# Myndus glyphis
Myndus glyphis är en insektsart som beskrevs av Kramer 1979. Myndus glyphis ingår i släktet Myndus och familjen kilstritar. Inga underarter finns listade i Catalogue of Life.